# Le Bourgmestre de Furnes
Le Bourgmestre de Furnes est un roman de Georges Simenon, paru en 1939 aux éditions Gallimard.
C’est en intriguant que Joris Terlinck a eu une fabrique de cigares et qu’il est devenu bourgmestre de Furnes, petite localité proche d’Ostende. Respecté ou plutôt haï de tout le monde, il est appelé le Baas (patron). Son employé Jef Claes vient lui réclamer mille francs pour financer l’avortement de son amie Lina, fille du chef conservateur et pire ennemi politique du Baas, Léonard Van Hamme. Terlinck refuse la requête. À bout de solution, Jef se suicide après une vaine tentative de tuer Lina.
Terlinck est choqué, mais l’effroi ne change pas son caractère. Il essaie de se rapprocher de Lina, que Léonard a envoyée à Ostende pour la soustraire aux yeux des Furnois. Sa sollicitude va jusqu’à lui verser des sommes, car Léonard espère la tenir par l’argent pour s’assurer de sa conduite. 
Alors que ses voyages à Ostende font jaser dans la ville, Terlinck apostrophe Léonard en public : « Je viens d’acheter votre fille ! » Le Baas ayant dépassé les bords, les membres du conseil communal essaient de le déstabiliser en aidant la mère de Jef Claes, qui veut déférer le Baas à la justice en raison de la séquestration de sa fille. Le coup de grâce est porté par le vote de défiance lors d’un dernier conseil communal, où Terlinck évoque sa vision de l’avenir de sa commune.  

## Résumé
Joris Terlinck, bourgmestre de Furnes (le Baas comme on l'appelle avec un respect craintif), est un homme sec, autoritaire, méprisant, qui, de famille humble, s'est fait une situation enviable à la force du poignet, sans guère s'embarrasser de scrupules. Sa dureté n'épargne pas son entourage – épouse, servante, collaborateurs –, à l'exception toutefois de sa fille Emilia, une malade mentale qu'il entoure, sans en faire étalage, de soins constants et touchants. L'opposition au bourgmestre est représentée par le Cercle catholique que préside Léonard Van Hamme, seul rival sérieux de Terlinck. Ce dernier refuse un jour à un jeune employé de sa manufacture une
avance de salaire destinée à faire avorter son amie Lina qu'il ne peut épouser pour l'instant et qui n'est autre que la propre fille de Van Hamme. Au comble du désespoir, le jeune homme se suicide, ainsi qu'il l'avait annoncé. Pour sauver la face, Van Hamme rejette sa fille, qui va s'installer à Ostende où elle accouchera. Entre-temps, Terlinck, tourmenté par le drame qu'il aurait pu empêcher, va régulièrement rendre visite à Lina. Ses voyages fréquents à Ostende, bientôt connus à Furnes, sont mal interprétés, et l'amie de Lina, qui vit auprès d'elle, s'étonne qu'il ne songe pas à entretenir la future jeune mère. Lui, se contente de ressentir, dans cette présence féminine, « quelque chose de doux, de timide » qui ne lui est pas habituel. La maladie de Theresa Terlinck, atteinte d'un cancer, s'aggrave rapidement. Sur le plan politique, la tension s'accentue, nourrie par le caractère intraitable du bourgmestre. Le conflit prend un tour aigu lorsque Terlinck, cyniquement, lance à Van Hamme, le père oublieux de Lina, qu'il vient d'acheter sa fille... Au cours d'une séance du Conseil communal où il dit ce qu'il a sur le cœur dans un discours courageux qui achève de faire le vide autour de lui, le bourgmestre de Furnes donne sa démission. Sur ces entrefaites, sa femme meurt, sa fille lui est enlevée par décision judiciaire pour être placée dans un asile, le fils naturel qu'il a eu autrefois de sa servante Maria réussit à lui soutirer de l'argent (cet argent qu'il a refusé à l'ami de Lina) et sa belle-sœur Marthe, qui a soigné sa femme et qu'il déteste, prendra chez lui la place de l'épouse morte. Car la maison doit continuer. Pourtant, Lina, Ostende : s'il avait voulu...

## Aspects particuliers du roman
Le récit est centré sur l’étude psychologique d’un homme de caractère, qui a sa morale à lui, avec laquelle il ne transige pas. Un incident tragique viendra ébranler ce monolithe où se laissent voir, dès lors, des fissures secrètement douloureuses. 

## Fiche signalétique de l'ouvrage

### Cadre spatio-temporel

#### Espace
Furnes, Ostende, Coxyde (villes de la côte belge en Flandre-Occidentale). 

#### Temps
Époque contemporaine.

## Les personnages

### Joris
Terlinck a le corps massif, le visage dur, des cheveux et une moustache roux flamboyant et des yeux bleu ardoise. Il est dédaigneux envers ses subordonnés et taciturne envers sa femme et sa servante, Maria ; il n’aime que sa fille.
La différence entre Terlinck et les autres notables de la ville réside dans leurs origines : né modeste, il a dû s’enrichir. Il dit ses quatre vérités avec aplomb, ne change jamais d’habitudes et défend ses valeurs. Par exemple, il résiste à une tentative de corruption d’un Bruxellois auquel il a vendu une usine trop coûteuse, mettant cinquante familles sur le pavé. La vente n’est pourtant pas un signe de cruauté ; c’est qu’il ne peut pas satisfaire tout le monde. Ceux qui profitent de la vente sont plus nombreux que ceux qui en souffrent. Terlinck finit par montrer son vrai visage : c’est un homme comme les autres. Ses désirs, ses faiblesses et ses déceptions sont remontés à la surface. 

### Thérésa
La femme du Baas n’ose jamais élever sa voix devant son mari, un homme dont elle se méfie. Elle passe son temps à coudre et ne sort que pour aller à l’église. Nerveuse, elle « a passé sa vie à pleurer ». Son mariage est très malheureux ; elle sait que Terlinck l’a prise parce qu’elle est bourgeoise. Elle soupçonne qu’il fait la cour à Lina et qu’il se sent coupable du suicide de Jef. Quand elle est cancéreuse, Terlinck la soigne de manière exemplaire. Il consent même à accueillir sa belle-sœur Marthe bien que leurs relations soient tendues. Thérésa meurt peu avant la fin de l’histoire. 

### Sa fille Émilia
Atteinte d’un trouble mental, Émilia vit dans sa chambre où le sol est couvert de fécales. Son langage n’est jamais cohérent, et comme elle hait les vêtements elle est toujours nue. Le Baas la protège et lui achète de la nourriture chère. Émilia ne tolère personne à part Joris, elle n’accepte pas que sa mère vienne la voir. Les autorités finissent par vider sa chambre pour l’envoyer à l’hôpital.

### Lina
Une certaine amitié va éclore entre Lina et Terlinck, qui la visite de temps en temps pour s’assurer que la grossesse avance bien. Son air convivial et effervescent plaît au Baas.

### Jef Claes
Son suicide prouve qu’il est labile, mais il fait preuve d’un certain courage en réclamant de l’argent pour Lina. Il est sensible et se trouve beau.

### Mme Terlinck
La mère du Baas est voûtée et sèche. Son visage est ridé, ses yeux sont noyés d’eau, et ses vêtements démodés reflètent sa discipline et son traditionalisme. Elle vit seule à Coxyde, le village de pêcheurs où Joris a grandi. Son amertume est le relent d’une jeunesse difficile. Elle hait son fils, qui la trouve têtue, pour avoir fait carrière. Cette haine est pourtant injuste, car il est toujours courtois envers elle. Elle a refusé de le joindre à Furnes, probablement par peur que les notables la rejettent. En revanche, si les notables l’acceptaient comme l’une des leurs, elle serait rejetée à Coxyde. 
Joris et sa mère se connaissent très bien ; ils discernent tout de suite ce que l’autre éprouve.

### Albert
Albert, le fils insolent que Terlinck a eu avec Maria, a fini à l’armée à cause de sa conduite dissolue. Le lecteur ignore s’il connaît l’identité de son père, qu’il appelle « parrain ». Sans vraiment s’intéresser à son fils, Terlinck s’en est initialement occupé en donnant de l’argent à Maria. Terlinck accepte de la part d’Albert des manières qu’il n’aurait jamais tolérées de la part de quelqu’un d’autre. Albert a pourtant ses excuses ; il voit Maria soumise.

### Manola
Manola est une prostituée de luxe. Salace et impatiente, elle s’immisce dans les affaires du Baas en s’enquérant des problèmes de Thérésa, mais elle désenvenime le débat en déclarant que de pareilles questions sont inadmissibles. Apparemment elle sait éviter la dispute. À mesure où elle parle des finances de son amie Lina, « on lui [sent] le goût des chiffres et de toutes ces questions d’argent ». Manola préfère le désordre : son appartement est un capharnaüm, mais il est aussi douillet et luxueux. 

### Les notables
Les notables détestent le Baas mais n’osent afficher leur mépris. Ils sont d’ailleurs très ondoyants : quand Léonard a des problèmes, ils le honnissent devant Terlinck. 

## Interprétation

### La rupture
Même si elles sont moins palpables que dans d’autres romans de Simenon (comme dans L'Homme qui regardait passer les trains), la transgression et la rupture avec la société n’en sont pas moins présentes. La vie ordonnée du Baas est mise en branle par le suicide de Jef, les premiers dérèglements apparaissant lors de la cérémonie du Nouvel An. Terlinck est le seul à commettre un impair : il oublie de donner des biscuits aux notables. Par après, c’est grâce à Lina et à Manola qu’il découvre une existence bohème. 

### Les relations mère-fils
Lina traite le Baas comme son fils chéri, faisant de lui l’enfant préféré qu’il n’a jamais été pour sa propre mère. Simenon avait lui-même un frère qui semble avoir été l’enfant favori de leur mère, ce qui a peut-être inspiré le personnage de la vieille Mme Terlinck. Dans l’œuvre de Simenon, les relations familiales sont centrales, surtout les relations mère-enfants. 
Lina incarne la mère, la fille et l’amante que Terlinck n’a jamais eues. Émilia est démente, et Thérésa ne répond pas à ses fantasmes, même s’il a une certaine façon de l’aimer. Il traite Lina comme un père et comme un amant : par exemple, il s’inquiète de la voir danser enceinte. Terlinck fait un rêve : il voit Lina porter son bébé dans les bras – elle symbolise la mère. Quand elle lâche son enfant et que celui-ci se transforme en poupée, l’idée de la mère cède à l’impression qu’il s’agit d’une jeune fille. C’est dans ce rêve que Lina incarne les trois pôles de la féminité : la mère, la fille et l’amante. 

### Les lieux
Terlinck évolue dans trois lieux dont chacun incarne une époque : Furnes, Ostende et Coxyde. Furnes incarne le présent, l’habitude et le quotidien. Thérésa et Maria y sont les personnages principaux, et Joris assume son rôle de maire. Ostende incarne le futur, le plaisir et, contrairement à Furnes, l’absence de toutes règles. Le domicile chaotique de Lina contraste avec celui du Baas. Les personnages principaux à Ostende sont Lina et Manola. 
Terlinck ne cesse pas de comparer Furnes, une ville sinistre et froide, à Ostende, un monde ensoleillé et vulgaire : l’alcool coule à flots, les sucreries abondent et l’ordre est négligé.
Coxyde, où Mme Terlinck est le personnage central, incarne le passé et les traditions. L’intérieur de la maison de Mme Terlinck est un décor figé ; sa propriétaire est ancrée à ses habitudes, il y a peu de changements dans sa vie.

## Éditions
- Édition pré-originale : La Revue de Paris, n° 9 à 13, du 1er mai au 1er juillet 1939
- Édition originale : Gallimard, 1939
- Folio Policier n° 110, 2000  (ISBN 978-2-07-041028-6)
- Romans, tome I, Gallimard, Bibliothèque de la Pléiade, n° 495, 2003  (ISBN 978-2-07-011674-4)
- Tout Simenon, tome 22, Omnibus, 2003  (ISBN 978-2-258-06107-1)
- Romans durs, tome 4, Omnibus, 2012  (ISBN 978-2-258-09358-4)
- Romans durs, tome 4, Omnibus, 2023  (ISBN 978-2-258-20261-0)

## Source
- Maurice Piron, Michel Lemoine, L'Univers de Simenon, guide des romans et nouvelles (1931-1972) de Georges Simenon, Presses de la Cité, 1983, p. 88-89  (ISBN 978-2-258-01152-6)